# Unknown (2011)
Unknown is een thriller uit 2011, geregisseerd door Jaume Collet-Serra. Het verhaal is gebaseerd op het boek Out of My Head van Didier Van Cauwelaert.

## Verhaal
Wanneer de Amerikaanse Dr. Martin Harris in Berlijn uit een coma ontwaakt, veroorzaakt door een auto-ongeluk, ontdekt hij dat zijn vrouw hem niet meer herkent en een andere man zijn identiteit heeft overgenomen. Tot overmaat van ramp geloven de autoriteiten hem niet en wordt hij ook nog eens opgejaagd door mysterieuze huurmoordenaars. Met hulp van een illegale taxi-chauffeuse en een oud-Stasi agent ontdekt hij langzaam aan zijn echte identiteit en blijkt hij niet te zijn wie hij dacht te zijn.

## Rolverdeling
- Liam Neeson ... Dr. Martin Harris
- Diane Kruger ... Gina
- January Jones ... Elizabeth Harris
- Bruno Ganz ... Ernst Jürgen
- Frank Langella ... Rodney Cole
- Sebastian Koch ... Professor Bressler
- Olivier Schneider ... Smith
- Stipe Erceg ... Jones
- Rainer Bock ... Herr Strauss
- Mido Hamada ... Prins Shada
- Clint Dyer ... Biko
- Karl Markovics ... Dr. Farge
- Eva Löbau ... Zuster Gretchen
- Helen en Merle Wiebensohn ... Laurel en Lily Bressler